# Право на спадок (фільм, 2015)
«Право на спадок» («Право на спадщину», також під упливом рос. мови «Все, що в мене є»; англ. Freeheld) — американський драматичний фільм 2015 року режисера Пітера Соллетта за сценарієм Рона Нісвонера. У фільмі зіграли Джуліанн Мур, Елліот Пейдж, Майкл Шеннон, Стів Карелл, Люк Граймс. Він заснований на документальному короткометражному фільмі «Право на спадок» Синтії Вейд 2007 року про боротьбу поліціантки Лорел Гестер проти Ради обраних вільних власників (з 2020 — Рада уповноважених) округу Оушен, штат Нью-Джерсі, за те, щоб її пенсійні виплати були передані партнерці після того, як у неї діагностували невиліковний рак.
Гасло фільму: «Всяке кохання рівне» (англ. All love is equal).

## Зміст
Фільм заснований на реальній історії Лорел Гестер (Джуліанн Мур), працівниці поліції з 23-річним стажем із Пойнт-Плезанта, округ Оушен, штат Нью-Джерсі. Історія розповідає про труднощі, з якими стикаються поліцейський детектив-лесбійка та її партнерка Стейсі Андрі (Елліот Пейдж). Після того, як у жовтні 2005 року 49-річній Гестер був діагностований рак легенів у термінальній стадії, вона неодноразово зверталася до Ради обраних вільних власників округу з проханням передати її пенсійні виплати партнерці Стейсі Андрі; зрештою вона досягла успіху. У реальній історії Ради обраних вільних власників проголосувала за задоволення останнього прохання вмираючої жінки 25 січня 2006 року, яка померла 18 лютого 2006 року.

## Акторський склад
- Джуліанн Мур — Лорел Гестер, поліцейський детектив Нью-Джерсі
- Елліот Пейдж — Стейсі Андрі, автомеханік та сімейна партнерка Гестер
- Майкл Шеннон — Дейн Веллс, поліціант-напарник Гестер
- Стів Карелл — Стівен Голдштейн[en], засновник і тодішній голова Garden State Equality
- Люк Граймс — Тодд Бєлкін, близький друг та колега Гестер, ґей
- Джош Чарльз — Браян Келдер, член Ради обраних вільних власників округу Оушен, юрист
- Мері Бердсонг[en] — Керол Андрі, мати Стейсі
- Келлі Дедмон — Лінда Гестер Д'Оріо, сестра Лорел
- Габріель Луна — детектив Кесада
- Ентоні ДеСандо[en] — Туха
- Скіп Саддат[en] — шеф поліції Рейнольдс
- Вільям Седлер — Пітер Сантуччі
- Денніс Буцікаріс[en] — Пет Герріті
- Адам Лефевр[en] — Дон Беннет
- Трейсі Говел — Ханна

## Виробництво

### Розробка
Сценарист Рон Нісвонер у 2010 році оголосив про свій намір написати повнометражну адаптацію короткометражного фільму Синтії Вейд «Freeheld», який отримав «Оскар» 2007 року — документального фільму про боротьбу працівниці поліції Нью-Джерсі Лорел Гестер проти округу Оушен, аби Рада обраних вільних власників округу Нью-Джерсі передала її пенсійні виплати сімейній партнерці Стейсі Андрі після того, як у неї діагностовано невиліковний рак. На той час Еллен Пейдж (нині — Елліот Пейдж) вже погодилася зіграти Андрі; у 2014 році вона заявила, що брала участь у розробці проєкту майже шість років. За словами Пейдж, після того, як двоє продюсерів фільму, Стейсі Шер і Майкл Шамберг, надіслали їй копію документального фільму Вейд і запитали, чи зацікавлена акторка в головній ролі в повнометражному фільмі-адаптації, вона «відразу прийняла» пропозицію. Режисерка Кетрін Гардвік приєдналася до проєкту на початку його розробки, але пізніше пішла. Незабаром після того, як в серпні 2012 року досягнули домовленостей про фінансування фільму, Пітер Соллетт замінив Гардвіка на посаді режисера. У лютому 2014 року на роль Гестер обрана Джуліанн Мур. На роль активіста Стівена Голдштейна, засновника та тодішнього голови Garden State Equality, був обраний Зак Галіфіанакіс, але пізніше його замінив Стів Карелл. Щодо створення фільму Андрі консультувався з акторами: Пейдж, Соллеттом і Нісвонером.

### Зйомки
Студії виробництва: Head Gear Films, Metrol Technology, Orange Studio, Summit Entertainment, Endgame Entertainment, Double Feature Films, High Frequency Entertainment, Incognito Pictures. Попри те, що дія фільму розгортається в Томс-Рівер і Пойнт-Плезант, штат Нью-Джерсі, його знімали в Нью-Йорку через значні податкові пільги для режисерів. Зйомки почалися в жовтні 2014 року в Квінзі. Наприкінці жовтня сцену, яку мали знімати в Салезіанській середній школі, католицькій школі для хлопчиків у Нью-Рошеллі, штат Нью-Йорк, довелося перенести, оскільки директор школи скасував своє рішення дозволити знімальній групі знімати в шкільному містечку. Пізніше зйомки були перенесені в мерію міста Рай, штат Нью-Йорк, яка замінювала адміністративну будівлю округу Оушен у сцені, де Гестер і Андрі подають заявку на сімейне партнерство. Інша сцена, в якій Гестер лежить хвора в лікарняній палаті, була знята в громадському центрі Грінбурга, штат Нью-Йорк, тоді як зал міських засідань Норт-Гемпстеда, Нью-Йорк, замінював Раду обраних вільних власників округу Оушен.

## Саундтрек
Саундтрек створили німецький композитор Ганс Циммер та ірландський музикант Джонні Марр (гурт «The Smiths»). Він був випущений на WaterTower Music та iTunes і містить такі треки:
- On The Case
- Can I Have Your Number?
- House Hunting
- Can't Leave Her
- The Decision
- Justice
- Remembering

## Випуск
У лютому 2015 року Lionsgate придбала права на розповсюдження фільму. Він вийшов в обмежений прокат 2 жовтня 2015 року, онлайн — 2 лютого 2016.

## Сприйняття
«Freeheld» отримав змішані відгуки критиків. Вебсайт агрегатора рецензій Rotten Tomatoes повідомляє про рейтинг 50 % на основі 139 відгуків із середнім рейтингом 5,5/10. Консенсус критиків стверджує, що фільм «безумовно, добрий, але його картонні персонажі та драма з цифрами підривають благородні наміри». На Metacritic фільм отримав оцінку 50 зі 100 на основі 30 критиків, що вказує на «змішані або середні відгуки».